# Джойс, Барнаби
Барнаби Томас Джеральд Джойс (англ. Barnaby Thomas Gerald Joyce род. 17 апреля 1967 года, Тамворт, Новый Южный Уэльс) — австралийский политик, лидер Национальной партии Австралии и заместитель премьер-министра Австралии (министр сельского хозяйства и водных ресурсов) 2016 г. С 2005 по 2013 гг. — сенатор от штата Квинсленд, с 2013 г. — член парламента.

## Биография
Джойс вырос в крестьянской семье, его отец был родом из Новой Зеландии. В 1989 году окончил Университет Новой Англии. Проходил службу в австралийской Резервной армии с 1994 по 1999 год. Работал бухгалтером с 1991 по 2005 год.
С 2008 по 2013 годы — лидер Национальной партии в Сенате.
С 2008 по 2013 годы — заместитель лидера Национальной партии.
Женат, имеет четырёх дочерей.
В 2017 году вместе с рядом других австралийских политиков оказался замешан в скандале связанным с незакрытым гражданством другой страны, которое по конституции Австралии запрещено иметь парламентариям. Так как отец Барнаби Джойса родом из Новой Зеландии, то его сыну автоматически было присвоено новозеландское гражданство. 27 октября Верховный Суд Австралии вынес приговор: 5 парламентариев в числе которых и Барнаби Джойс были избраны незаконно. В результате он потерял посты в министерстве, а также правящая партия утратила преимущество в 1 голос перед оппозицией.
23 февраля 2018 года Барнаби Джойс объявил, что уходит в отставку, из-за скандала. Стало известно, что он расстался с женой, не оформив при этом развод, и к тому же имел отношения с Викки Кэмпион, ранее входившую в аппарат его сотрудников, и ожидающую от него ребёнка.
20 июня 2021 года вернул себе должности лидера партии и заместителя премьер-министра Австралии по итогам новых внутрипартийных выборов.